# Stadionul Ellis Park
Stadionul Ellis Park, numit din motive de sponsorizare și Coca-Cola Park, este un stadion multiuz din Johannesburg, Africa de Sud. În anul 1995 a fost gazda finalei Campionatului Mondial de Rugby pe care naționala sud-africană a câștigat-o. Va fi unul dintre stadioanele care va găzduii unele meciurii de la Campionatul Mondial de Fotbal 2010.
Pe 11 aprilie 2001, 42 de persoane au murit după ce au fost călcate în picioare, la un meci între Orlando Pirates F.C. și Kaiser Chiefs F.C., fiind cea mai mare tragedie de acest tip din istoria Africii de Sud.